# Entovalva
Genre
Synonymes
- Cycladoconcha Spärck, 1931[1]

Entovalva est un genre de mollusques bivalves de la famille des Montacutidae.

## Liste des espèces
Selon World Register of Marine Species (25 novembre 2018) :
- Entovalva amboinensis (Spärck, 1931)
- Entovalva lessonothuriae Kato, 1999
- Entovalva mirabilis Voeltzkow, 1890
- Entovalva nhatrangensis Bristow, Berland, Schander & Vo, 2010

Selon ITIS (25 novembre 2018) :
- Entovalva perrieri (Malard, 1903)

Selon NCBI (3 novembre 2021) :
- Entovalva lessonothuriae Kato, 1999
- Entovalva nhatrangensis Bristow, Berland, Schander & Vo, 2010